# Arne Ahrens
Arne Ahrens (* 1975 in Hamburg) ist ein deutscher Regisseur, Drehbuchautor und Filmproduzent.
Er studierte an der Johannes Gutenberg-Universität Mainz Filmwissenschaft und Mediendramaturgie. Die ersten Filmprojekte entstanden in Co-Regie mit Kerstin Krieg.
Im Januar 2007 zeigte das Filmfestival Max Ophüls Preis anstelle eines Eröffnungsfilms vier vom Festival produzierte Kurzfilme zum Thema Heimat – Im Fokus Der Anderen. Dazu steuerte Arne Ahrens den Filmbeitrag Sarrelibre bei, in dem eine fiktive Separatistenbewegung das Saarland aufmischt.

## Filmografie (Auswahl)
- 2001: Mausetot (Kurzfilm, Co-Regie)
- 2002: Sushi Dinner (Kurzfilm, Co-Regie, Drehbuch, Schnitt)
- 2003: Ride the Toilet (Kurzfilm, Regie, Drehbuch, Schnitt, Episode Guzzling)
- 2004: The Slaughtering Salesman (Kurzfilm, Regie, Drehbuch, Schnitt, Produktion)
- 2006: Großstadträuber (Kurzfilm, Regie, Drehbuch, Schnitt, Produktion)
- 2006: Große Geste auf Halbvier (Kurzfilm, Regie)
- 2007: Sarrelibre (Kurzfilm, Regie, Drehbuch, Schnitt)
- 2008: The Magical Cowboy Hat (Kurzfilm, Regie, Drehbuch, Schnitt, Episode Switch Tunes?)
- 2011: Komm und hol mich (Kurzfilm, Regie, Drehbuch, Schnitt)
- 2013: Meine Beschneidung (Kurzfilm, Regie, Drehbuch, Schnitt)

## Auszeichnungen
- Hessischer Filmpreis
  - 2006: Bester Kurzfilm für Großstadträuber
  - 2013: Bester Kurzfilm für Meine Beschneidung

- Filmfestival Max Ophüls Preis
  - 2006: Nominierung Kurzfilmpreis für Großstadträuber
  - 2011: Nominierung Kurzfilmpreis für Komm und hol mich
  - 2013: Publikumspreis bester Kurzfilm für Meine Beschneidung

- Filmschau Baden-Württemberg
  - 2013: Baden-Württembergischer Filmpreis in der Kategorie Kurzfilm für Meine Beschneidung

- Shortcuts Film- und Multimedia-Nachwuchspreis des Landes Rheinland-Pfalz
  - 2002: 1. Preis Film für Sushi Dinner
  - 2005: Sonderpreis der Jury für The Slaughtering Salesman
  - 2006: 1. Preis Film für Großstadträuber
  - 2008: Filmpreis für Sarrelibre

- Filmfestival Türkei/Deutschland
  - 2014: 1. Preis Kurzfilmwettbewerb für Meine Beschneidung

- Budapest Short Film Festival
  - 2014: bronze BuSho award für Meine Beschneidung

- Biberacher Filmfestspiele
  - 2006: Kurzfilmbiber für Großstadträuber

- 11mm Internationales Fußballfilmfest
  - 2013: Kurzfilmpreis für Meine Beschneidung

- Alpinale
  - 2007: Lobende Erwähnung für Sarrelibre in der Kategorie Professioneller Film

- Gosbacher Filmtage
  - 2006: Ulrich Schiegg-Filmpreis in Gold in der Kategorie Action & Thrill für Großstadträuber

- Filmzeit Kaufbeuren
  - 2014: 2. Jurypreis für Meine Beschneidung[1]

- Deutsche Film- und Medienbewertung (FBW)
  - 2006: Prädikat wertvoll für Großstadträuber
  - 2007: Prädikat wertvoll für Sarrelibre
  - 2013: Prädikat besonders wertvoll für Meine Beschneidung

- FILMZ Festival des deutschen Kinos
  - 2011: 1. Preis lokale Kurzfilme für Komm und hol mich

- National Television Academy Cleveland Regional Chapter, USA
  - 2003: Emmy-Nominierung für „Downtown Fairytale“

- Frog Baby Filmfestival, USA
  - 2002: Best Narrative für Sushi Dinner